# Joachim Böhmer
Joachim Böhmer (Berlín, 10 de octubre de 1940-Berlín, 28 de diciembre de 1999) fue un deportista de la RDA que compitió en remo.
Participó en los Juegos Olímpicos de Múnich 1972, obteniendo una medalla de bronce en la prueba de doble scull. Ganó dos medallas en el Campeonato Mundial de Remo, bronce en 1966 y plata en 1970, y dos medallas en el Campeonato Europeo de Remo, plata en 1969 y oro en 1971.

## Palmarés internacional
| Juegos Olímpicos   | Juegos Olímpicos        | Juegos Olímpicos  | Juegos Olímpicos |
| Año                | Lugar                   | Medalla           | Prueba           |
| ------------------ | ----------------------- | ----------------- | ---------------- |
| 1972               | Múnich (RFA)            | Medalla de bronce | Doble scull      |
| Campeonato Mundial |                         |                   |                  |
| Año                | Lugar                   | Medalla           | Prueba           |
| 1966               | Bled (Yugoslavia)       | Medalla de bronce | Ocho con timonel |
| 1970               | St. Catharines (Canadá) | Medalla de plata  | Doble scull      |
| Campeonato Europeo |                         |                   |                  |
| Año                | Lugar                   | Medalla           | Prueba           |
| 1969               | Klagenfurt (Austria)    | Medalla de plata  | Scull individual |
| 1971               | Copenhague (Dinamarca)  | Medalla de oro    | Doble scull      |